# Marie Crous
Marie Crous fue un matemática francesa que introdujo el sistema decimal en Francia en el siglo XVII.
Su trabajo introdujo dos innovaciones fundamentales: el punto decimal (hoy llamado virgule en francés) para separar la mantisa de las partes decimales, así como el uso de un cero en la parte decimal para indicar que un sitio está ausente. Al hacerlo dio forma a números decimales actuales. Nombre al cero nul según el término alemán.
Desarrolló además el método de Pestalozzi, qué  llamó división denominacional, que sirve para cálculos mentales, notablemente en la regla de tres.

## Biografía
De origen modesto, Marie Crous fue escritora y profesora en Charlotte-Rose de Caumont La Force. Sus primeros escritos datan de 1636 pero es en 1641 cuando publica su obra más notable, un estudio sobre el sistema decimal dedicado a "la princesa de tintes de azafrán" Madame de Combalet, Duquesa de Aiguillon, sobrina de Cardinal de Richelieu y su patrona. Fue una amiga  de Marin Mersenne. 
Aun así, Marie Crous sería poco citada dentro de la Orden de los Mínimos, orden religiosa que incluía los principales intelectuales franceses de su era por lo que tuvo escaso reconocimiento contemporáneo.

## Obra

### Publicación

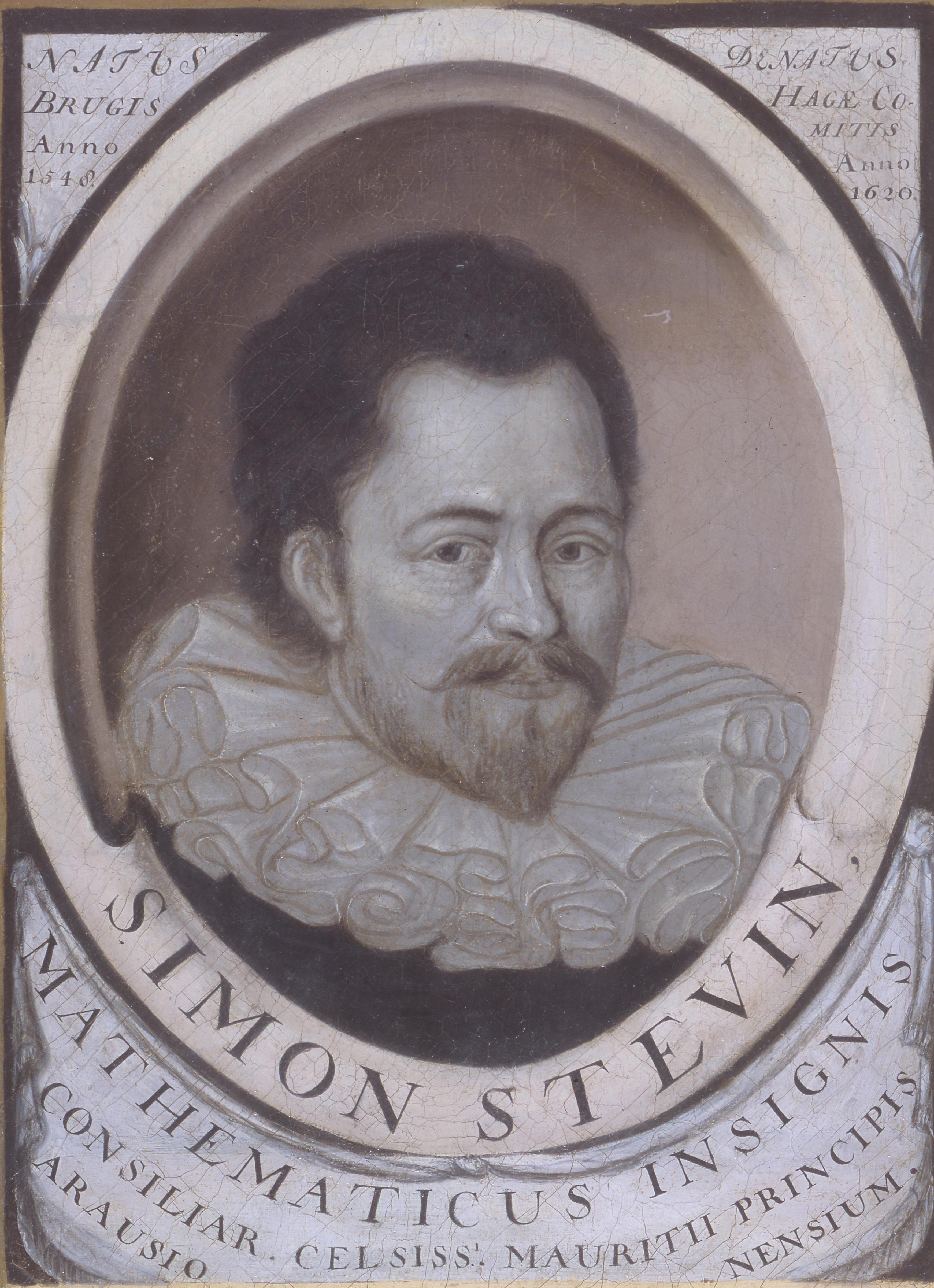
Simon Stevin editor de su obra

Su trabajo, impreso por Simon Stevin, fue incluido en manuales de cálculo. Escribió:
```

```

No hay otro libro aparte de este donde se enseñe esta invención, siendo debido al vigilante trabajo de vuestra muy humilde servidora

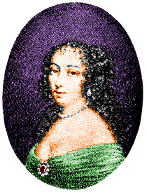
La Duquesa de Aiguillon, protectora de Marie Crous.

El  trabajo de Crous (las primeras fechas de edición a 1635-1636) empieza con una epístola a su noble patrona: 

Sabéis hacer, en imitación del gran dios, elevarse a los simples y humildes (entre cuyo número me hallo, confieso ingenuamente).

No obstante, no atribuye el mérito de sus invenciones a su patrona. En el Prefacio de su Abrégé recherche (búsqueda abstracta), Marie Crous afirma su autoría:

Para dar solaz a dicha joven y aquellos que practican esta ciencia tanto por la necesidad de sus negocios como por el entretenimiento de su espíritu.

### Influencia
En su Prefacio a Charlotte de Caumont, hace referencia a trabajadores de la construcción en París que en aquel tiempo empezaban para reemplazar unidades de premétricas de medida, como el toise, con medidas en decimales más eficaces:

Me parece que es decisión de los soberanos el cambiar la división de sus dinero, pesos y medidas porque el ausneur y el toiseur han hecho mediciones en décimos donde no hay unidades del soberano...

De esta perspectiva, Marie Crous proporcionó una base para el decimal de sistema métrico.
El matemático y contemporáneo de Creus Olry Terquem lamentó que su nombre no tuviera una calle en París. Más recientemente, Catherine Goldstein dedicó parte de su artículo, "Ni público ni privado: matemáticas en la temprana Francia moderna" a Crous.